# Défilé coracopectoral
Le défilé coracopectoral est un espace du thorax situé au sommet de la fosse axillaire.

## Description
Le défilé coracopectoral fait suite au défilé costoclaviculaire.
Il est limité en avant par le processus coracoïde, en dedans par la deuxième côte et en dehors par le tendon du chef court du muscle biceps brachial.

## Contenu
Le défilé coracopectoral donne passage à l'ensemble du faisceau vasculo-nerveux axillaire.